# Honen
Hōnen (法然, 1133-1212), imenovan tudi Hōnen-bō Genkū ali Genkū, je ustanovitelj Jōdo shū, prve neodvisne šole japonskega budizma čiste dežele (浄土宗, "Šola čiste dežele"). V šoli Jōdo-Shinshū, ki je povezana z Jōdoshū, velja Hōnen za sedmega patriarha.

## Zgodnje življenje
Hōnen se je rodil 13. maja 1133 v Inaoki, kraju v pokrajini Mimasaka, v ugledni družini.
Prvotno je bil imenovan Seishimaru po Bodhisattvi Seishi (sanskrt Mahāsthāmaprāpta). Njegov oče je bil Uruma no Tokikuni, pokrajinski uradnik, ki je vodil policijo na tem območju. Njegova mati je bila pripadnica klana Hada, ki je izhajal iz kitajskih trgovcev s svilo.
Leta 1141 je Hōnenovega očeta umoril Sada-akira, uradnik, ki je bil poslan da bi upravljal provinco. Zadnje besede očeta Tokikunija svojemu sinu so bile: "Ne sovraži sovražnika, ampak postani menih in moli zame in za svojo osvoboditev."
Pri devetih letih je bil Hōnen sprejet v samostan svojega strica po materini strani. Zdel se je primeren kandidat za duhovnika, zato so ga leta 1145 poslali, da bi nadaljeval noviciat v glavni tempelj Tendai Enryakuji na gori Hiei blizu Kyota. Njegovo usposabljanje je potekalo dobro in leta 1147, pri štirinajstih letih, je bil uradno posvečen v duhovnika Tendaia.

## Odhod z gore Hiei
Medtem ko je bil na gori Hiei, je Hōnen študiral pri Genku (源光), Kōenu (皇円) in kasneje pri Eikūju (叡空). Pod Koenom je bil uradno posvečen v duhovnika Tendai, pod Eikūjem pa je prejel ime Hōnen-bō Genkū (法然房源空). Ko je govoril o sebi, se je Hōnen pogosto imenoval Genkū, tako kot njegovi bližnji privrženci.
Med študijem na gori Hiei se je Hōnen posvetil iskanju načina, kako z budizmom prinesti odrešitev vsem bitjem, vendar ga najdeno ni zadovoljilo. Pri 24 letih je odšel študirat v mesto Nara, kjer je obiskal templja Kōfuku-ji in Tōdai-ji. Nezadovoljen se je vrnil v knjižnice na gori Hiei in nadaljeval študij.
Hōnen je bil pod vplivom nauka o čisti deželi, ki je učil o odrešitvi po milosti Bude Amide (ali Amitābhe). Močno sta ga navdihnila Ōjōyōshū ("Osnove odrešenja") japonskega budista iz 10.-11. stoletja Genshina in Kuan-ching-su ("Komentar k Sutri meditacije") kitajskega mojstra čiste dežele iz 7. stoletja Shandao. 
Leta 1175 je Hōnen, takrat star 43 let, razglasil svoje sporočilo, da je edina stvar, ki je potrebna za odrešitev, nembutsu (japonsko: recitiranje imena Amida Bude). To novo pojmovanje nembutsuja ga je spodbudilo, da je istega leta 1175 zapustil goro Hiei in tradicijo Tendai.

## Začetki nove sekte
Hōnen je svoj sedež ustanovil sredi mesta Kyōto, kjer je zbral predane privržence, med katerimi je bil tudi Shinran, ki je postal ustanovitelj sekte Jōdo Shinshū (Resnična čista dežela). Privlačil je člane družbe, ki so bili običajno izključeni iz budistične prakse. To so bili vedeževalci, nekdanji tatovi in samuraji.
V Kyōtu je bil priznan človek, s katerim so se povezali številni duhovniki in plemiči ter ga obiskovali za nasvete.
Do leta 1204 je imel Hōnen skupino privržencev, ki je štela približno 190 ljudi, od laikov do samurajev. Ta številka izhaja iz števila podpisov, ki jih najdemo v njegovem Shichikajō kishōmon (七箇条起請文, "Prisega v sedmih členih"), smernice o pravilih obnašanja v Jōdo shū.

## Prepoved izključnega nembutsu
V nasprotju z drugimi šolami, ki so učile nembutsu, je Hōnen učil, da je nembutsu edini način prakse. Svoje učenje je skušal ohraniti v tajnosti, saj se je zavedal posledic. Leta 1204 so menihi na gori Hiei prosili glavnega duhovnika, naj prepove učenje nembutsu in izžene vse privržence iz njihove kneževine.
Leta 1205 je tempelj Kōfuku-ji prosil cesarja Tobo II., naj kaznuje Hōnena in njegove privržence. Tempelj je cesarju predložil devet obtožb, v katerih je navajal nepremostljive razlike z osmimi glavnimi budističnimi šolami (八宗, hasshū) takratne Japonske. Hōnenovi nasprotniki so navajali primere njegovih privržencev, ki so vandalizirali budistične templje, namerno kršili budistične zapovedi ali pa povzročili, da so se drugi namerno odvrnili od uveljavljenih budističnih naukov.
Glas okoli Hōnenovih naukov se je za nekaj časa razblinil do leta 1207, ko je Toba II. prepovedal izključno nembutsu, kar je bila posledica incidenta, ko sta se dve njegovi priči v njegovi odsotnosti spreobrnili v Jōdoshū. Hōnen in nekateri njegovi učenci, vključno s Shinranom, so bili izgnani, medtem ko sta bila duhovnika, odgovorna za spreobrnjenje usmrčena. 
Hōnen naj bi odgovoril:
»V prestolnici sem že vrsto let delal za širjenje nembutsuja, zato sem si dolgo želel oditi na podeželje in pridigati ljudem na polju in ravnici, vendar nikoli ni prišel čas, da bi se mi želja izpolnila. Zdaj pa so se po milosti Njegovega veličanstva okoliščine združile tako, da mi to omogočajo.«

## Zadnja leta življenja
V času izgnanstva je bil prisiljen uporabljati neklerikalno ime, zato se je imenoval Fujii Motohiko in se izkazal kot učinkovit evangelist tudi med izgnanstvom na otok Shikoku. Prvotno je bil Hōnen obsojen na izgnanstvo v pokrajini Tosa, vendar je pozneje nekdanji premier Kanezane uspel spremeniti kraj v Sanuki. Po dokončni odpravi nembutsuja leta 1211 se je Hōnen lahko vrnil v Kyōto.
Bistvo svoje vere je predstavil v delu "Dokument na enem listu" (Ichimai-kishōmon), ki ga je napisal 23. januarja 1212, dva dni pred svojo smrtjo.

## Značaj
Hōnen naj bi veljal za strogega mojstra, introspektivno ter samokritično osebo, drznega inovatorja, kritika sholastike in človeka, ki se bolj ukvarja z reševanjem težav vsakdanjega življenja kot z doktrinarnimi vprašanji.
Izrazil je nenavadno skrb za duhovno blaginjo žensk, katere je učil ne glede na družbeni položaj. Tako je bila vloga žensk v sektah Jōdo-shū pogosto večja kot v nekaterih drugih japonskih budističnih tradicijah.

## Delo
V svojem glavnem delu Senchaku Hongan Nembutsushū ("Zbirka o izbiri nembutsu prvotne zaobljube") ali Senchaku-shū, napisanem leta 1198, je Hōnen razvrstil vse nauke budizma v dve poglavji: Shōdō (Sveta pot) in Jōdo (Čista dežela). Po njegovem mnenju je Buda ljudem pokazal sveto pot do razsvetljenja ter jim tako omogočil, da se osvobodijo tega sveta poželenja in zablod ter dosežejo drugi svet popolnega miru.
Edini drugi Hōnenov dokument je njegova oporoka Ichimai-kishōmon (一枚起請文) ali "Dokument na enem listu". Večino Hōnenovih naukov so zapisali njegovi učenci ali pa so jih pozneje zapisali budistični zgodovinarji v 14. stoletju.

### Jōdo-shū
Jōdo-shū, ki ga je ustanovil, je še vedno ena najvplivnejših šol japonskega budizma, prav tako kot veliko številčnejša Jōdo Shinshū, ki jo je ustanovil njegov učenec Shinran.

### Tempelj Hōnen-in
Posvečen mu je majhen tempelj Hōnen-in v mestu Kyōto blizu Ginkaku-ji. 

### Periodizacija budistične zgodovine
Hōnen in njegovi privrženci so sprejeli legendarno periodizacijo budistične zgodovine, po kateri je bilo prvih 1000 let po Budovi smrti obdobje "popolnega zakona" (shōbō), v katerem je resnični nauk cvetel; drugih 1000 let je bilo obdobje "kopiranega zakona" (zōbō), v katerem se pobožnost nadaljuje, pravi nauk pa upada; zadnjih 1000 let pa je obdobje "konca zakona" (mappō), v katerem budizem propada, svet pa preplavijo razvade in spori. 